# Nicky Jam
Nick Rivera Caminero (Lawrence (Massachusetts), 17 maart 1981) is een Amerikaanse reggaetonartiest van Puerto Ricaans-Dominicaanse afkomst, bekend onder de naam Nicky Jam. Hij heeft de meeste gastoptredens in het genre op zijn naam.

## Biografie
De vader van Nicky Jam komt uit Puerto Rico, zijn moeder uit de Dominicaanse Republiek.  Toen hij tien jaar oud was, verhuisde hij naar Obrero, een barrio in de Puerto Ricaanse hoofdstad San Juan.  In de jaren 1990 kwam hij in contact met het reggaeton-genre en rond 2000 was hij te horen op enkele DJ Playero-mixtapes.  In 2001 trok hij voor het eerst de aandacht met zijn soloalbum Haciendo escante, wiens titelnummer Daddy Yankee omvatte.  Zijn muzikale doorbraak kwam in 2004 met het album Vida escante. Met No soja tu marido had hij zijn eerste hit in de Latijns-Amerikaanse hitlijsten.  Een andere internationale hit was Gas pela van het album The Black Carpet uit 2007. In 2018 zong hij het nummer Live It Up met Will Smith en Era Istrefi bij de finale van het WK 2018 in Rusland en bereikte daarmee de top van zijn carrière.  Zijn albums worden op de markt gebracht door het muzieklabel Pina Records en hij heeft al met verschillende bekende grootheden van het genre gewerkt, naast Daddy Yankee ook met Don Chezina, Lito & Polaco, Big Boy, Rakim y Ken-Y en Héctor y Tito. Er volgde een tijd waarin hij op de achtergrond bleef als songwriter, alleen in 2014 had hij zijn volgende internationale hit met Travesuras, die nummer 4 bereikte op de Hot Latin-nummers van Billboard.  Het plaatste ook voor het eerst in de hitlijsten in Spanje en steeg begin 2015 naar nummer 3 op de Spaanse hitlijsten.  Hij nam vervolgens het zelfgeschreven nummer El perdón op samen met Enrique Iglesias.  Ze bereikten nummer één in de Spaanse hitlijsten en stonden 18 weken aan de top.  Toen werd het nummer een nummer één hit in Zwitserland, Italië en Nederland.  In de VS was het nummer 1 op de Latin-hitlijsten en was het de eerste hit van Jam in de Billboard Hot 100. in 2018 heeft hij ook een serie uit gebracht op netflix waar over zijn verleden gaat hoe hij zijn drugs verslaving heeft door staan .

## Discografie
Albums
- Haciendo escante (2001)
- Vida escante (2004)
- The Black Carpet (2007)
- Fenix (2017)
- Intimo (2019)
- Infinity (2021)
- Insomnio (2024)

Mixtapes
- 2009: The Black Mixtape

EP
- 1995: ...Distinto a los demás

Single
- El perdón, met Enrique Iglesias (februari 2015) Behaalde in Nederland de nr 1 positie in de Top 40.

### Singles
| Single met hitnotering(en) in de Vlaamse Ultratop 50 | Datum van verschijnen | Datum van binnenkomst | Hoogste positie | Aantal weken | Opmerkingen                      |
| ---------------------------------------------------- | --------------------- | --------------------- | --------------- | ------------ | -------------------------------- |
| El perdón                                            | 06-02-2015            | 04-07-2015            | 2               | 18           | met Enrique Iglesias             |
| X                                                    | 02-03-2018            | 14-04-2018            | 19              | 15           | x J Balvin                       |
| Live it up                                           | 25-05-2018            | 02-06-2018            | tip23           | -            | feat. Will Smith & Era Istrefi   |
| Date la vuelta                                       | 2019                  | 11-05-2019            | 8               | 16           | met Sebastián Yatra & Luis Fonsi |

## Referentie
1. ↑  (es) El Albariño habría sonado ayer a ritmo de Nicky Jam. www.elcorreogallego.es. Geraadpleegd op 10 mei 2021.
2. ↑  Allmusic review

- Biblioteca Nacional de España: XX4917249
- Bibliothèque nationale de France: cb170205765 (data)
- International Standard Name Identifier: 0000 0001 1610 4769
- Library of Congress Control Number: n2005032149
- MusicBrainz: c458e9dc-e0d5-45ea-9e83-f9d0395f030d
- Nationale Bibliotheek van Israël: 987010744611505171
- Virtual International Authority File: 26470650
- WorldCat: E39PBJwhxCKhhhqR68mKbDV3cP